# Henrik Magnus von Buddenbrock
Henrik Magnus von Buddenbrock (ur. 22 lipca 1685, zm. 16 lipca 1743 w Sztokholmie) – szwedzki dowódca, generał.
Urodził się  na terenie dzisiejszej Łotwy (Liwonia). Jego ojcem był właściciel ziemski i oficer szwedzki Henrik Gotthard von Buddenbrock (1648–1727), matką Charlotta von Cronman. Do szwedzkiego wojska zaciągnął się w 1702 w Kurlandii. Od 1711 był kapitanem Gwardii Przybocznej, od 1715 Grenadiermajorem, od 1721 generałem-majorem, w roku 1731 został baronem, a w 1739 generałem-porucznikiem piechoty. Na tym stanowisku rozpoczął w roku 1741 działania wojenne przeciw Rosji. Jego przełożonym był wówczas hrabia Charles Emil Lewenhaupt obaj zostali aresztowani 26 lipca 1742 i skazani na śmierć 21 maja 1743. Straceni przez dekapitację za niepowodzenia wojenne. 